# Kurtzenhouse
Kurtzenhouse je občina v departmaju Bas-Rhin francoske regije Alzacija.
Leta 1990 je v občini živelo 894 oseb oz. 250 oseb/km².